# 中井春雄
中井 春雄（なかい はるお、1911年5月18日 - 1991年4月4日）は、日本の経営者。日本水産社長を務めた。三重県出身。

## 経歴
1933年に名古屋高等商業学校（現名古屋大学経済学部）を卒業し、共同漁業での勤務を経て、1940年に日本水産に入社。1951年に取締役に就任し、1958年に専務を経て、1961年に副社長に就任し、1963年6月には社長に昇格。1973年11月に会長に就任し、1974年11月から1978年6月までに取締役相談役を務めた。
1983年11月に勲二等瑞宝章を受章。
1991年4月4日心不全のために死去。79歳没。